# Spiroplasma leucomae
Spiroplasma leucomae è una specie di batterio appartenente alla famiglia delle Spiroplasmataceae.